# Roumois

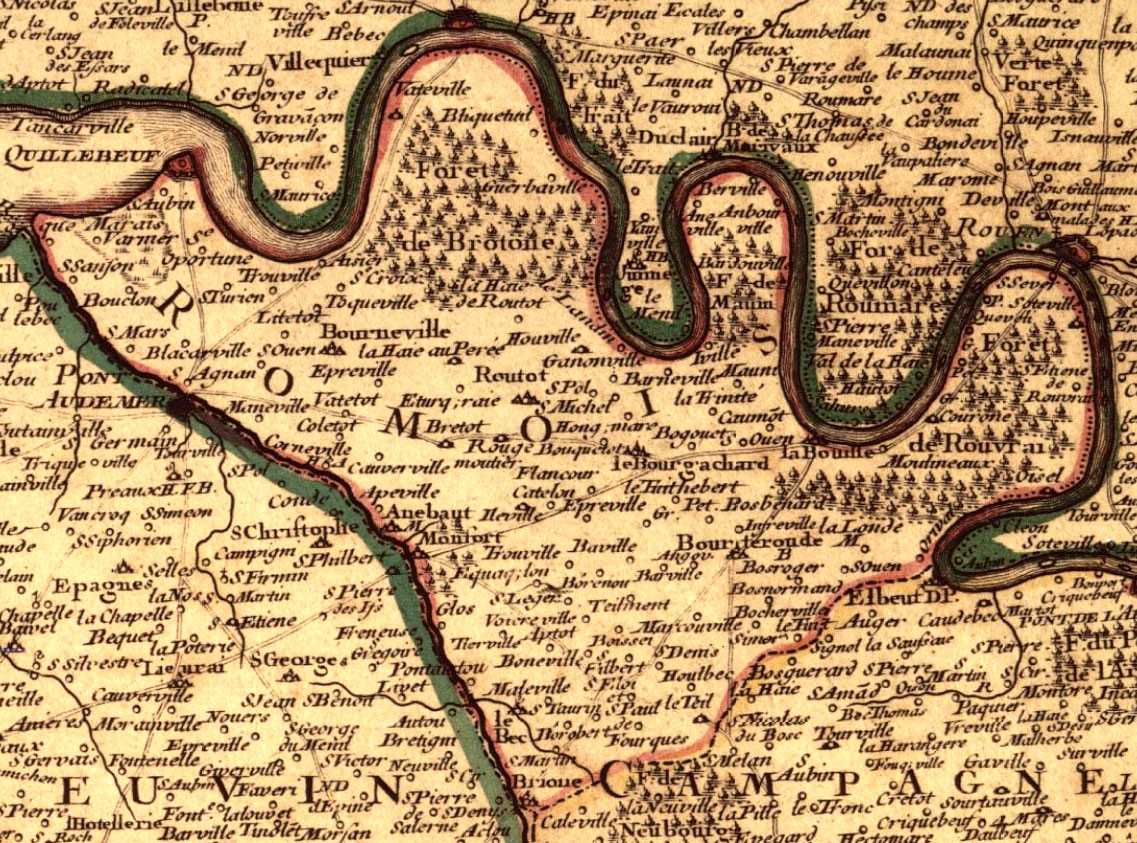
Karte des Roumois von 1716

Der Roumois ist eine Landschaft der Normandie. Er liegt im Nordwesten des Départements Eure. Im Westen wird der Roumois von der Risle und im Norden und Osten von den Schleifen der Seine begrenzt. Im Süden grenzt er an die Campagne du Neubourg. In der nordwestlichen Ecke der Landschaft liegt Quillebeuf-sur-Seine, in der südwestlichen Ecke Brionne und in der östlichen Ecke liegt Elbeuf.

## Geschichte
Der Roumois war eine waldreiche Landschaft, die weitgehend gerodet ist. Die Wälder von Brotonne (Forêt de Brotonne), von Rouvray (Forêt de Rouvray) und von Roumare (Forêt de Roumare) sind die Überbleibsel der alten Wälder. Viele Ortsnamen deuten noch darauf hin, denn die Silbe Bosc- ist vom mittellateinischen Wort Boscus, für „Wald“, abgeleitet. Meist folgt Bosc- ein Name, wie bei Le Bosc-Roger-en-Roumois, Bosc-Bénard-Crescy oder Bosc-Renoult-en-Roumois, das „c“ in Bosc- ging manchmal im Laufe der Jahre verloren, wie bei Bosrobert, Bosquentin oder Bosgouet.
An den Schleifen der Seine siedelten sich zu Zeiten von Wilhelm I. dem Eroberer (1027/28-1087) besonders viele Wikinger an, was sich auch in einigen Ortsnamen niedergeschlagen hat.
Zusammen mit dem Département Seine-Maritime wurde 1974 der Nationalpark Brotonne gegründet, der heute Regionaler Naturpark Boucles de la Seine Normande heißt. Ein Teil des Naturparks reicht in den Roumois hinein.

## Wirtschaft
Im 18. Jahrhundert war der Anbau von Lein im Roumois und im Lieuvin verbreitet. Im 19. Jahrhundert wurde er vom Anbau von Baumwolle abgelöst. Heutzutage wird wieder etwas Lein angebaut, wenn auch nicht so viel wie früher.
Im Nordosten des Roumois wird die wirtschaftliche Situation durch die Nähe der Städte Rouen und Elbeuf bestimmt.